# Blanche Marie Visconti
Pour les articles homonymes, voir Visconti.
Pour les autres membres de la famille, voir Famille Visconti.
Blanche Marie Visconti (en italien Bianca Maria Visconti) (Settimo Pavese, 31 mars 1425 - Melegnano, 28 octobre 1468) est la fille illégitime de Philippe Marie Visconti, duc de Milan, et d'Agnès du Maine. Duchesse de Milan par son mariage avec Francesco Sforza, elle forme avec son époux le couple princier le plus respecté de l'Italie de l'époque.

## Biographie

### Jeunesse
Née près de Settimo Pavese, Blanche Marie est la fille illégitime de Phillipe Marie Visconti , duc de Milan, et d'Agnès du Maine . Sa mère est la fille d'Ambrogio del Maino, noble milanais et questore ducal, et a servi comme dame d'honneur de l'épouse du duc, Béatrice Lascaris de Tende. Le couple a une deuxième fille, appelée Caterina Maria ou Lucia Maria, également née à Settimo en 1426, mais elle meurt peu de temps après sa naissance.
A l'âge de six mois, Blanche Marie Visconti et sa mère sont envoyées au château d'Abbiategrasso, où une riche résidence est établie pour elles. Le duc y passe une grande partie de son temps. La jeune fille, dont le fort caractère impressionne son père, reçoit une éducation humaniste. La bibliothèque ducale contient en effet une grande variété d'ouvrages : des classiques latins, des romans en provençal et en français, des ouvrages scientifiques et didactiques, ainsi que des textes d'auteurs toscans. Blanche Marie et son père sont tous deux des chasseurs passionnés et des amoureux des chevaux.

### Fiançailles et mariage
En 1430, à l'âge de cinq ans, Blanche Marie Visconti est fiancée au condottiero Francesco Sforza, de vingt-quatre ans son aîné . Cette année-là, le contrat entre le duché de Milan et le mercenaire arrive à son terme et les fiançailles visent à lier de façon pérenne le puissant général à Milan. Il est également suggéré que le duc ait convaincu Sforza en lui promettant de le nommer héritier légitime du duché. Sforza accepte aussi probablement en raison de la riche dot comprenant des territoires dans les régions de Crémone, Castellazzo di Bollate et Bosco Frugarolo. Le contrat est signé le 23 février 1432 au château de Porta Giovia à Milan. Le représentant de Blanche Marie est son parrain, Andrea Visconti, membre de l'Ordre des humiliés. La présence de la jeune fille et de sa mère à la cérémonie n'est pas certaine ; selon certaines sources, elle visite Milan pour la première fois alors qu'elle est déjà en âge de se marier.
Dans les années suivantes, Philippe Marie, méfiant, tente à deux reprises de rompre ses fiançailles avec l'ambitieux général, la première fois en 1434, après que ce dernier se soit rangé du côté du pape Eugène IV, qui l'a envoyer combattre Milan. Le duc approche alors Charles Gonzague, fils du marquis de Mantoue . Le projet ultérieur de fiancer la jeune fille à Lionel d'Este, marquis de Ferrare, Modène et Reggio , n'est qu'une manœuvre politique visant à faire pression sur Sforza pour qu'il quitte l'alliance formée par la république de Venise contre Milan. Le voyage de Blanche Marie à Ferrare à cette époque, en septembre 1440, est son premier voyage confirmé en dehors d'Abbiategrasso. La tentative de forcer Sforza à changer d'alliance est infructueuse et Blanche Marie Visconti retourne dans son château en avril 1441.
Toujours en 1441, Niccolò Piccinino, capitaine des troupes milanaises, met Sforza en difficulté en demandant au duc de Milan la seigneurie de Plaisance en échange de la capture de Sforza. Philippe Marie Visconti s'oriente alors vers la réconciliation avec le mercenaire, suspendant les hostilités et lui envoyant des propositions de paix. Le 24 octobre 1441, Francesco Sforza et Bianca Maria Visconti se marient finalement à l'abbaye de San Sigismondo de Crémone . À la manière typique de la Renaissance italienne, les fêtes durent plusieurs jours et comprennent un somptueux banquet, des tournois, des chars allégoriques et une immense reproduction en gâteau du Torrazzo, la tour principale de la ville. Il est probable que ce gâteau soit à l'origine du torrone.
Le 7 novembre 1441, Philippe Marie Visconti publie un décret réduisant les droits de ses vassaux, y compris Francesco Sforza. Ce dernier préfère alors s'établir sur le territoire plus sûr de la Vénétie, dans le hameau de Sanguinetto. Dans les mêmes années, le couple est invité à Venise par le doge Francesco Foscari, où leur parvient la nouvelle que Niccolò Piccinino menace leurs possessions dans les Marches. Blanche Marie Visconti accompagne ensuite son mari à Rimini, où ils sont les invités de Sigismond Malatesta, puis à Gradara et à Jesi. Elle reste au château de Jesi pendant que son époux mène les opérations militaires contre Piccinino. En 1442, elle est nommée régente des Marches ; les chroniques contemporaines affirment que la jeune femme a prouvé à plusieurs reprises ses compétences en matière d'administration et de diplomatie.
Blanche Marie Visconti réagit généralement avec nonchalance aux infidélités de son époux. Cependant, à une occasion, en 1443, l'une des maîtresses de son mari disparaît et est tuée dans des circonstances douteuses .
En 1446, malade et déclinant, Philippe Marie Visconti s'adresse à Francesco Sforza pour une réconciliation. Ce dernier reste cependant méfiant et, malgré les supplications du duc, préfère se concentrer sur la défense de ses territoires, menacés par les troupes papales. En 1447, le mercenaire, se sentant plus confiant, accepte le poste de lieutenant du duché de Milan, mais le duc, jaloux et méfiant de sa popularité à Milan, change d'avis. Au même moment, le nouveau pape Nicolas V exige la restitution de Jesi. Francesco Sforza échange la ville contre 35 000 florins et part vers Milan avec son épouse. La nouvelle de la mort du duc, décédé dans la nuit du 13 au 14 août 1447, parvient au couple à Cotignola. Blanche Marie Visconti est très en colère lorsqu'elle apprend les déprédations subies par les propriétés des Visconti à Milan après la mort de son père. Le couple marche vers Milan avec 4 000 chevaliers et 2 000 fantassins, lorsque la jeune République ambrosienne, sous la menace d'une invasion vénitienne, offre à Sforza le titre de capitaine général. Blanche Marie Visconti est favorable à un refus, mais Sforza accepte, et pendant trois ans, il s'efforce de reconquérir les villes qui ont déclaré leur indépendance après la mort de son beau-père.
En mai 1448, alors que Sforza est à Pavie, les Vénitiens attaquent Crémone, dirigée par Blanche Marie . Selon les chroniques, La jeune femme revêt une armure de parade et, avec quelques troupes et la population, organise la défense des quartiers de la ville . Elle combat dans la bataille qui suit, ce qui lui vaut une réputation de « femme guerrière ».
Après avoir repoussé le danger vénitien, Blanche Marie s'installe avec sa cour au château Visconti de Pavie. Le 24 février 1450, une révolte éclate à Milan. L'ambassadeur de Venise est tué, la Sérénissime étant considérée comme responsable de la famine qui frappe la ville. Un conseil de nobles et de citoyens reconnaît Sforza comme duc. Les bonnes relations de Blanche Marie avec ses parents de la famille Visconti lui valent le soutien populaire, ainsi que des fonds, pour le nouvel État fragile créé par son mari.

### Duchesse de Milan
La date de l'entrée des nouveaux duc et duchesse à Milan est contestée, puisque l'on avance le 22 mars ou le 25 mars. Le couple refuse le char triomphal (qu'ils appellent « superstition des rois »), atteignant plutôt le Duomo à cheval.
Durant les premières années de leur règne, Blanche Marie Visconti collabore avec son mari à la récupération des biens de son père et à la restauration de la résidence ducale. Francesco Sforza est de nouveau impliqué dans une guerre contre Venise. Restée seule à Milan, Blanche Marie se consacre à l'administration du duché, comme en témoigne la correspondance avec son mari, qui donne de précieux renseignements sur l'éducation de leurs enfants, les affaires de l'État, les difficultés financières et les détails de sa vie quotidienne. Les lettres montrent également le caractère affirmé de la duchesse, qui n'hésite pas à exprimer ses opinions même lorsqu'elles diffèrent de celles de son mari. Les lettres contiennent également des accusations concernant les aventures extraconjugales du duc.
En 1453, à Pavie, Blanche Marie Visconti accueille René d'Anjou, invité à se rendre à Crémone avec son armée pour combattre aux côtés des Sforza. Elle lui montre aussi le chantier de construction du castello Sforzesco à Milan.
Après la Paix de Lodi en 1454, la duchesse se consacre non seulement à la diplomatie et à la restauration et à l'embellissement des différentes résidences ducales, mais aussi aux travaux publics. Le couple ducal fait construire à Milan un grand hôpital, l'Ospedale Maggiore , et Blanche Marie offre souvent une aide directe à de nombreuses femmes pauvres. Avec son soutien, les églises Santa Nicola et Santa Maria della Pace sont construites. Elle envoie aussi son peintre de cour, Zanetto Bugatto, à Bruxelles pour se perfectionner auprès de Rogier van der Weyden .
En 1459, le pape Pie II convoque un concile à Mantoue pour préparer une croisade contre les Ottomans. Blanche Marie Visconti propose trois cent chevaliers et Francesco Sforza est proposé comme chef militaire de l'expédition. La croisade ne s'est jamais concrétisée, mais le soutien du couple à la papauté leur vaut des bulles d'indulgence pour le Duomo et l'Ospedale Maggiore de Milan.
En 1462, Francesco Sforza, souffrant de goutte et d'hydropisie, tombe malade. Durant son absence du gouvernement, les capacités politiques et administratives de Blanche Marie Visconti empêchent l'État de s'effondrer après quelques rébellions provoquées par Venise. Elle agit efficacement en tant que régente du duché. Dans ce contexte, la duchesse encourage également le mariage entre Jacopo Piccinino et Drusiana, la fille illégitime du duc.
Les principaux préoccupations de Blanche Marie Visconti durant cette période proviennent de son fils aîné, Galéas Marie, dont le caractère instable et perfide lui crée de nombreux ennuis. Le 13 décembre 1465, sa mère, Agnès du Maine, décède. Peu de temps après, le 8 mars 1466, Francesco Sforza meurt également. Blanche Marie prend rapidement les rênes du duché et rappelle Galéas Marie, qui combat aux côtés du roi de France, pour lui succéder comme duc. Ce dernier se comporte d'abord avec gratitude et déférence envers sa mère, mais bientôt l'avidité et la cruauté le conduisent à agir contre son avis. Au fil du temps, le duc relègue sa mère à un rôle de plus en plus secondaire et la contraint finalement à quitter Milan. Elle s'installe alors à Crémone. Selon certaines sources, elle envisage de confier le contrôle de la ville à Venise et a des contacts fréquents avec Ferdinand Ier de Naples, qui cherche à renverser son fils.
Contre l'avis de tous ses conseillers, la duchesse décide d'assister au mariage de Galéas Marie avec Bonne de Savoie le 9 mai 1468. À la fin des festivités, elle accompagne sa fille Ippolita Maria à Serravalle, d'où elle part pour Crémone. Cependant, à mi-chemin, à Melegnano, elle tombe malade. Une forte fièvre l'oblige à rester au lit jusqu'en août, mais elle entretient une correspondance intense. Début octobre, son état s'aggrave encore. Elle décède le 28 octobre de la même année, après avoir recommandé ses plus jeunes enfants, Elisabetta et Ottaviano, à leur frère aîné. Elle est inhumée au Duomo de Milan, aux côtés de son mari. L'oraison funèbre, commandée par son fils, est écrite par l'humaniste Francesco Filelfo.
Sa mort éveille des soupçons ; Galéas Marie Sforza est accusée par diverses personnes, dont Bartolomeo Colleoni, de l'avoir empoisonnée. Il est certain que pendant sa maladie, il y a à Melegnano des proches de son fils, dont certains sont impliqués dans d'autres cas d'empoisonnement.

## Descendance
Avec Francesco Sforza on lui connaît huit enfants :
- Galéas Marie (1444-1476), duc de Milan de 1466 à 1476, mort assassiné ;
- Ippolita Maria (1445-1488), mariée à Alphonse II de Naples, roi de Naples ;
- Filippo Maria (it) (1448-1492), comte de Corse ;
- Sforza Maria (it) (1449-1479), duc de Bari ;
- Ludovic « Le More » (1452-1508), duc de Bari à la mort de son frère Sforza Maria puis duc de Milan de 1494 à 1508 ;
- Ascanio (1455-1505), abbé de Chiaravalle, évêque de Pavie, de Crémone, de Pesaro et de Novare, cardinal le 6 mars 1484 ;
- Elisabetta Maria (it) (1456-1473), épouse de Guillaume VIII de Montferrat.
- Ottaviano Maria (it) (1458-1477), comte de Lugano.